# アイシー (画材製造業)
アイシー（IC INC.）は、かつて漫画画材・事務用品・教則本の企画、製造、販売を行っていた日本のメーカーである。

2017年4月にグループ各社との統合に伴い、株式会社G-Tooのブランド名として継続している。

## 製品一覧

### コミック画材
- IC SCREEN アイシースクリーン
  - Jトーン（全35種）
  - アイシースクリーン（全460種）
  - アイシースクリーンユース（全229種）
  - アイシースクリーンプレミアム（全10種）
- 漫画原稿用紙
  - アイシー漫画原稿用紙A4（個人・B5原寸本用）/110kg/40枚入り
  - アイシー漫画原稿用紙B4（プロ漫画家・投稿用）/110kg/40枚入り
  - アイシー漫画原稿用紙A4（個人・B5原寸本用）/135kg/40枚入り
  - アイシー漫画原稿用紙B4（プロ漫画家・投稿用）/135kg/40枚入り
  - アイシー4コMEN A4（4コマ漫画専用原稿用紙）/135kg/20枚入り
  - アイシー4コMEN B4（4コマ漫画専用原稿用紙）/135kg/20枚入り
  - アイシー葉書原稿用紙 ハガキサイズ/135kg/30枚入り
  - アイシー無地漫画原稿用紙 A4/110kg/30枚入り
  - アイシー無地漫画原稿用紙 A4/135kg/30枚入り
- アイシースケッチブック 17枚綴り
- アイシーサムネイルノート 50枚綴り(100P)
- インク・ホワイト（水性顔料、乾くと耐水性）
  - アイシープレミアムブラック TYPE1（つけペン用）
  - アイシープレミアムブラック TYPE2（ベタ塗り用）
  - アイシープレミアムブラック TYPE3（トーン用）
  - アイシーコミックスーパーブラック
  - アイシープレミアムホワイト
  - アイシーコミックスーパーホワイト（製造中止）
  - アイシーアートホワイト（製造中止）
- ペン・ペン先
  - アイシーデュアルコアブラック BS
  - アイシーデュアルコアブラック BM
  - アイシーデュアルコアブラック BSタイプとBMタイプの2本入り
  - アイシードラフトブルー本体 3本入り（製造中止）
  - アイシードラフトブルー替え芯
  - アイシーコミックペン先・丸ペン 2本入り
  - アイシーコミックペン先・Gペン 3本入り
- 消しゴム
  - アイシートーンイレイサー
  - アイシーESTO(エスト)
  - アイシーNEAD(ニード)
- アイシー雲型定規
- アイシーテンプレート
- アイシーウッドドール(男性・女性)
- アイシーパースナビ
- トレース台
  - アイシーArty ONE(アルティ ワン)
  - アイシーArty mini(アルティ ミニ)

### 学習材
- 漫画の描き方
- アイシー まんがLesson (まんがの描き方入門書)
- アイシー漫画・カラーイラストの描き方 基本・ステップアップ編
- アイシーBコレクション1 東京サイト編
- アイシーBコレクション2 ビル・繁華街編
- アイシーBコレクション3 住宅・商店街編
- アイシー漫画・イラストの描き方DVD 入門編
- アイシー漫画・イラストの描き方DVD 基本編

## トーンのデジタル化
2022年8月、アイシーのスクリーントーンがデジタル化されることが発表された。その商品名は「アイシースクリーンデジタル」といい、2022年9月28日から、セルシスのイラストツール「CLIP STUDIO PAINT」で利用可能になった。利用方法は次の2つがある。
利用者が「CLIP STUDIO PAINT EX 月額利用プラン」を契約して、その契約特典として、配信中のスクリーントーンの全柄から好きなトーンの柄を毎月30種まで無料で利用する方法。
セルシスの素材提供サービス「CLIP STUDIO ASSETS」のアイシーの販売ページで、利用者がGOLDを支払って好きなスクリーントーンを1種類ずつ選んで購入して利用する方法。
なお、アイシーはアナログ原稿用スクリーントーンの製造・販売は従来通り続ける。